# Fausto Batignani
Fausto Batignani (né le 2 juillet 1903 à Montevideo en Uruguay et mort le 2 novembre 1975 dans la même ville) est un footballeur international uruguayen, qui évoluait au poste de gardien de but.

## Biographie

### Carrière en sélection
Avec l'équipe d'Uruguay, il joue onze matchs (pour six buts encaissés) entre 1922 et 1928,. 
Il figure dans le groupe des sélectionnés lors des championnats sud-américains de 1922 et de 1926. Il remporte la compétition en 1926.
Il participe également aux Jeux olympiques de 1928 organisés à Amsterdam. La sélection uruguayenne remporte la médaille d'or mais lui ne dispute pas de match.

## Palmarès
Uruguay
- Championnat sud-américain (1) :
  - Vainqueur : 1926.

- Jeux olympiques (1) :
  -  Or : 1928.